# Zemplínske Jastrabie
Zemplínske Jastrabie (em húngaro: Magyarsas) é um município da Eslováquia, situado no distrito de Trebišov, na região de Košice. Tem 10,73 km² de área e sua população em 2018 foi estimada em 660 habitantes.

## Demografia
| Ano:        | 1994 | 2004   | 2014   | 2024   |
| ----------- | ---- | ------ | ------ | ------ |
| Broj ljudi: | 582  | 633    | 665    | 651    |
| Razlika:    |      | +8,76% | +5,05% | -2,10% |

| Ano:               | 2023 | 2024   |
| ------------------ | ---- | ------ |
| Número de pessoas: | 643  | 651    |
| Diferença:         |      | +1,24% |